# رودخانه بهادرا
رودخانه بهادرا (به انگلیسی: Bhadra River) رودخانه‌ای است که در هند جریان دارد.